# Monte Chugush
El monte Chugush (3238 m) (del ruso: Чугуш) es una montaña de la república de Adiguesia, en el sur de Rusia, perteneciente a la parte occidental de la cordillera del Gran Cáucaso. En sus laderas se encuentran las fuentes del Bélaya y es el punto más alto de la república. Su nombre tiene origen adigué, y según distintas versiones se traduciría como la «la cima de la tierra», el «lugar de pasto en la montaña de Chua» o «la protectora de los árboles». Los abadzej y los shapsug llamaban a la montaña Achazhishjo.
La montaña está formada por gneis, esquistos cristalinos y granito. En las laderas crecen los bosques de pino albar y piceas. En las zonas más altas se dan los subprados alpinos. En la vertiente norte y en la oriental se hallan glaciares. En el macizo tienen origen los ríos Chessu, Kisha y el Beriozovaya, afluentes del Bélaya.